# Gnophos roseotincta
Gnophos roseotincta là một loài bướm đêm trong họ Geometridae.